# Tetragnatha oubatchensis
Tetragnatha oubatchensis är en spindelart som beskrevs av Lucien Berland 1924. Tetragnatha oubatchensis ingår i släktet sträckkäkspindlar, och familjen käkspindlar.
Artens utbredningsområde är Nya Kaledonien. Inga underarter finns listade i Catalogue of Life.